# Abbéville-la-Rivière
Abbéville-la-Rivière è un comune francese di 288 abitanti situato nel dipartimento dell'Essonne nella regione dell'Île-de-France.

## Società

### Evoluzione demografica
Abitanti censiti